# Bibliothèque centrale de Seattle

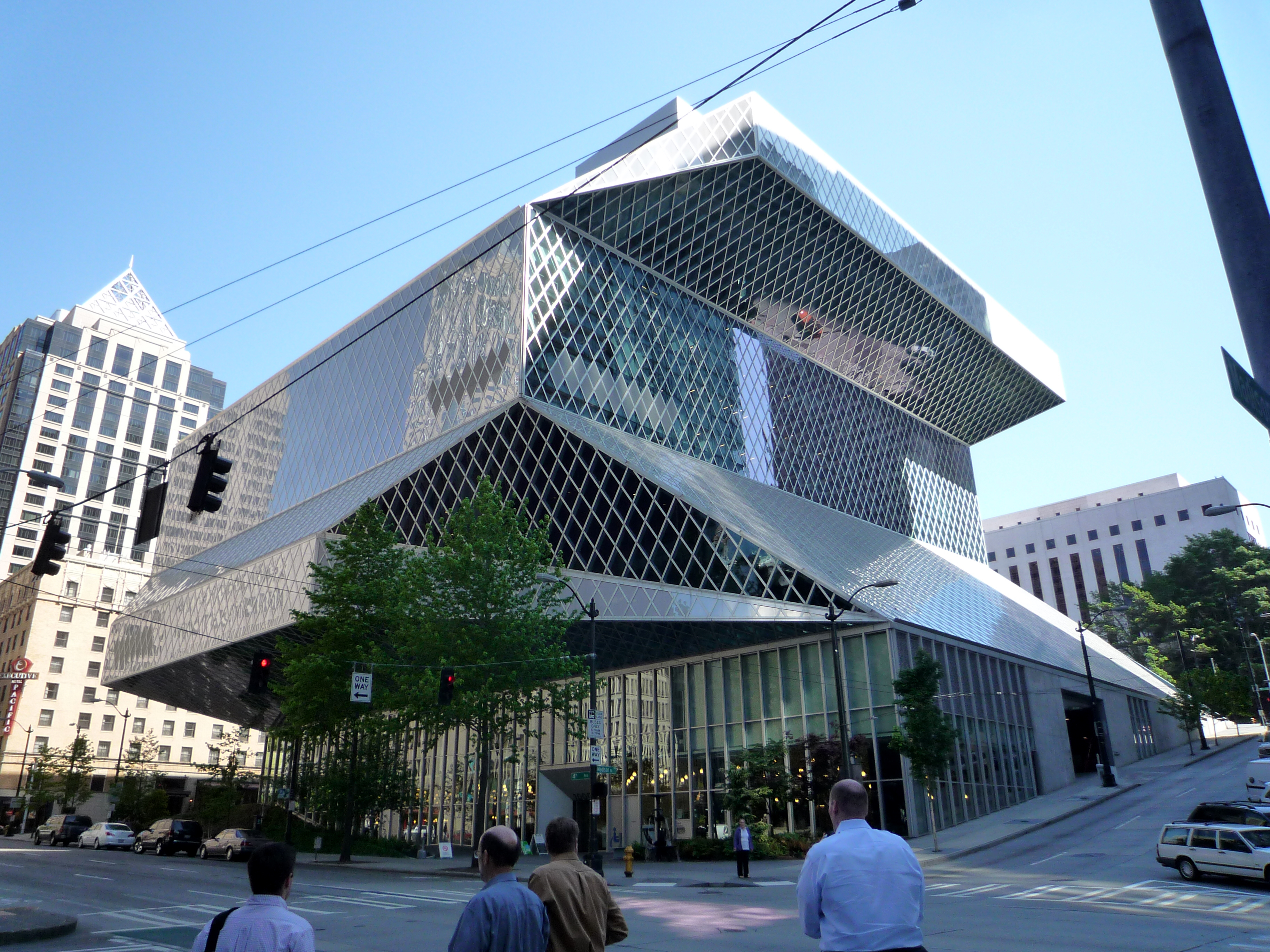
La bibliothèque centrale de Seattle conçue par Rem Koolhaas.

La bibliothèque centrale de Seattle (Seattle Central Library), appartenant au réseau de bibliothèques de cette ville, est installée, depuis 2004, dans un bâtiment de onze étages recouvert de verre et d'acier. Elle a été dessinée par Rem Koolhaas.
En 2016, la bibliothèque a été classée 17e dans un palmarès des 25 plus grandes bibliothèques aux États-Unis selon le nombre total de visites annuelles. Il y a eu en tout 5 481 047 visites cette année-là.
La Bibliothèque centrale de Seattle fait partie du Seattle Public Library, qui comporte 27 succursales.
En 2020, la bibliothèque se voit octroyer le prix Gale/LJ Library of the Year.

## La bibliothèque de Seattle avant le projet Koolhaas
On trouve une bibliothèque au centre-ville de Seattle depuis 1891 mais les services sont longtemps frustes et la bibliothèque change souvent de locaux. La première bibliothèque permanente est la Bibliothèque centrale Carnegie (Central Library Carnegie), qui ouvre en 1906 dans des bâtiments dédiés de plus de 5 000 m2 conçus par Peter J. Weber. Elle a été construite grâce au mécénat d'Andrew Carnegie, qui permet bientôt l'ouverture de cinq autres bibliothèques à Seattle.
Bien qu'une extension fût construite, la bibliothèque se révèle assez rapidement trop petite pour la ville en expansion qu'est Seattle. C'est pourquoi une seconde bibliothèque est construite en 1960 dans le style international, sur cinq étages et 20 000 m2. Des réaménagements ne permettent pas de pallier le manque de place et le besoin d'un nouveau bâtiment se fait à nouveau sentir à la fin des années 1990 : seul un tiers des collections est alors en libre-accès.

## Vers une nouvelle bibliothèque

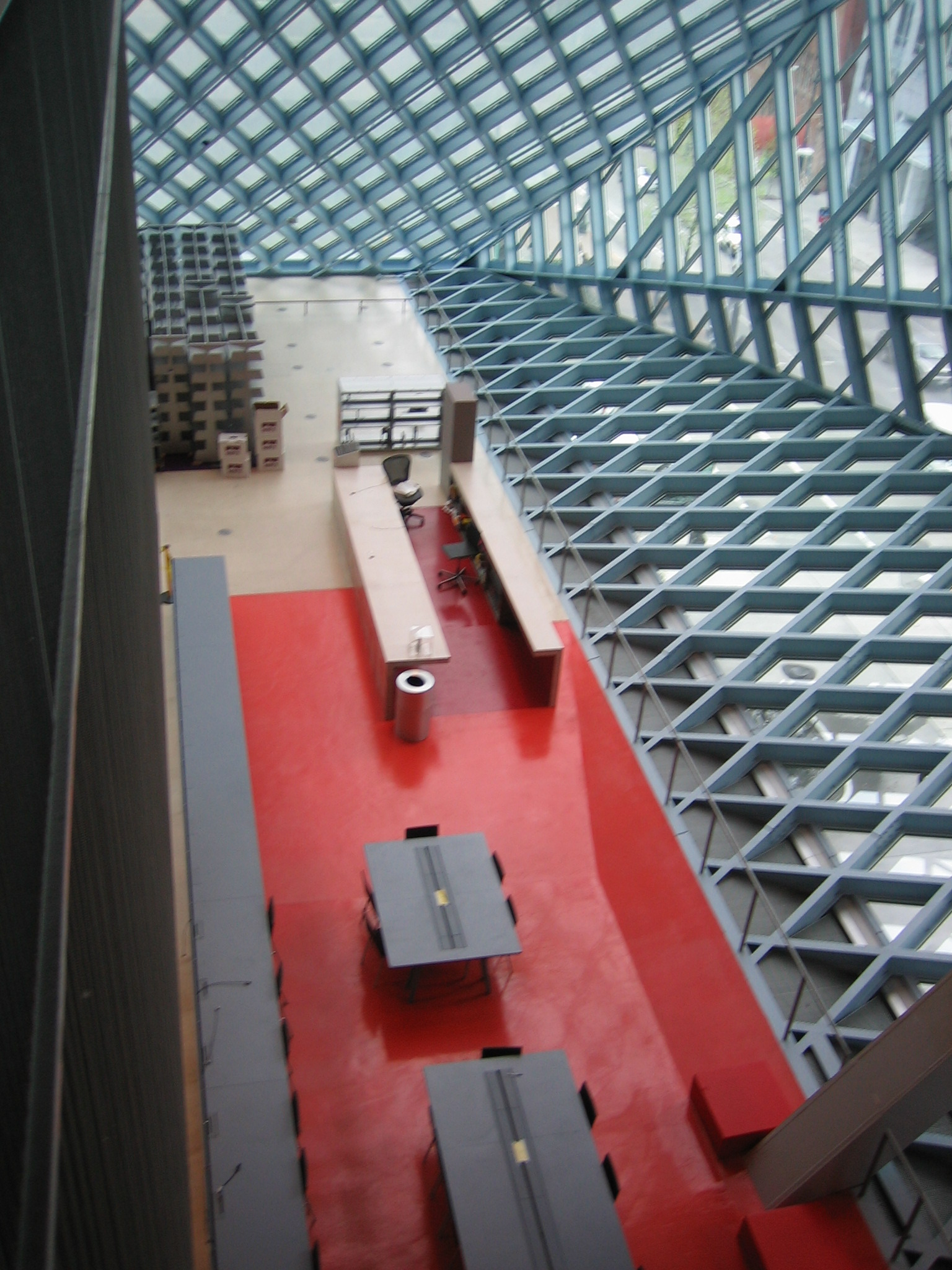
Vue de l'intérieur de la construction.

Un projet est adopté par la ville de Seattle en 1998 afin de construire une nouvelle bibliothèque centrale ainsi que des annexes. Le plan « Libraries for all » (« bibliothèques pour tous ») est estimé à 196,4 millions de dollars. 20 millions sont apportés par Bill Gates, président de Microsoft, une des principales entreprises de la ville.
Rem Koolhaas et Joshua Ramus, de l'Office for Metropolitan Architecture (OMA) en sont les architectes, en collaboration avec le cabinet de Seattle LMN Architects. La conservatrice de la bibliothèque, Deborah Jacobs, a été associée au projet.

## Le projet de Rem Koolhaas

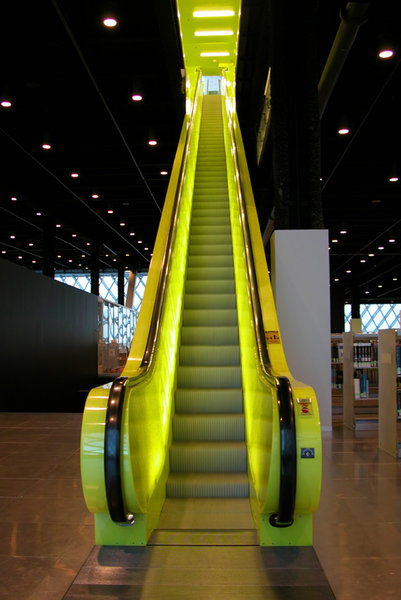
Escalier roulant à l'intérieur de la bibliothèque.

La bibliothèque s'élève sur le même site que les deux précédentes (détruites). Elle se présente sous la forme d'un bâtiment de 56 m de hauteur, de forme irrégulière, recouvert de verre. Elle peut contenir 1 450 000 ouvrages et dispose d'un stationnement de 143 places (qui faisait cruellement défaut au précédent bâtiment).
L'immeuble lui-même est compris de trois boîtes avec un espace commun au milieu. Cela crée une forme assez inhabituelle. L'extérieur en forme de zigzag crée par cette forme sert à protéger contre des tremblements de terre qui sont fréquents dans la région .
Deux idées ont présidé à la conception : la volonté de créer une bibliothèque attrayante et celle de laisser les besoins dicter la forme du bâtiment. Un exemple de ce principe est la Books Spiral (« Spirale des livres »), présentant les documents dans un unique espace qui s'étend sur quatre niveaux afin de ne pas briser la classification Dewey.
La conception de la bibliothèque repense complètement l'idée de «bibliothèque». Ce n'est plus un endroit dédié uniquement aux livres, mais bien à tout type de document, qui est accessible de la même façon. Ce courant de pensée est traduit dans l'architecture, par la flexibilité des différents usages .
Parmi les autres espaces de la bibliothèque, on trouve l'« auditorium Microsoft » au rez-de-chaussée, le « Living room » (salle de lecture), la « Charles Simonyi Mixing Chamber » (où les lecteurs peuvent trouver des bibliothécaires qui les aident dans leur recherche et répondent à leurs questions) et la « Betty Jane Narver Reading Room » (salle de lecture avec vue sur l'Elliott Bay, au 10e étage).
Un étage à visiter à la bibliothèque est le 4e étage nommé «The Red Hall» («l'hall rouge») qui est entièrement en rouge. La sensation visuelle physique rappelle un effet sanguin, avec les murs courbés et la lumière rouge tamisée. Cet étage contient la plupart des salles de rencontre de la bibliothèque .
Une grande partie des opérations sont automatisées (communication des ouvrages, prêts) et plus de 400 ordinateurs sont à la disposition des lecteurs.

### Réception

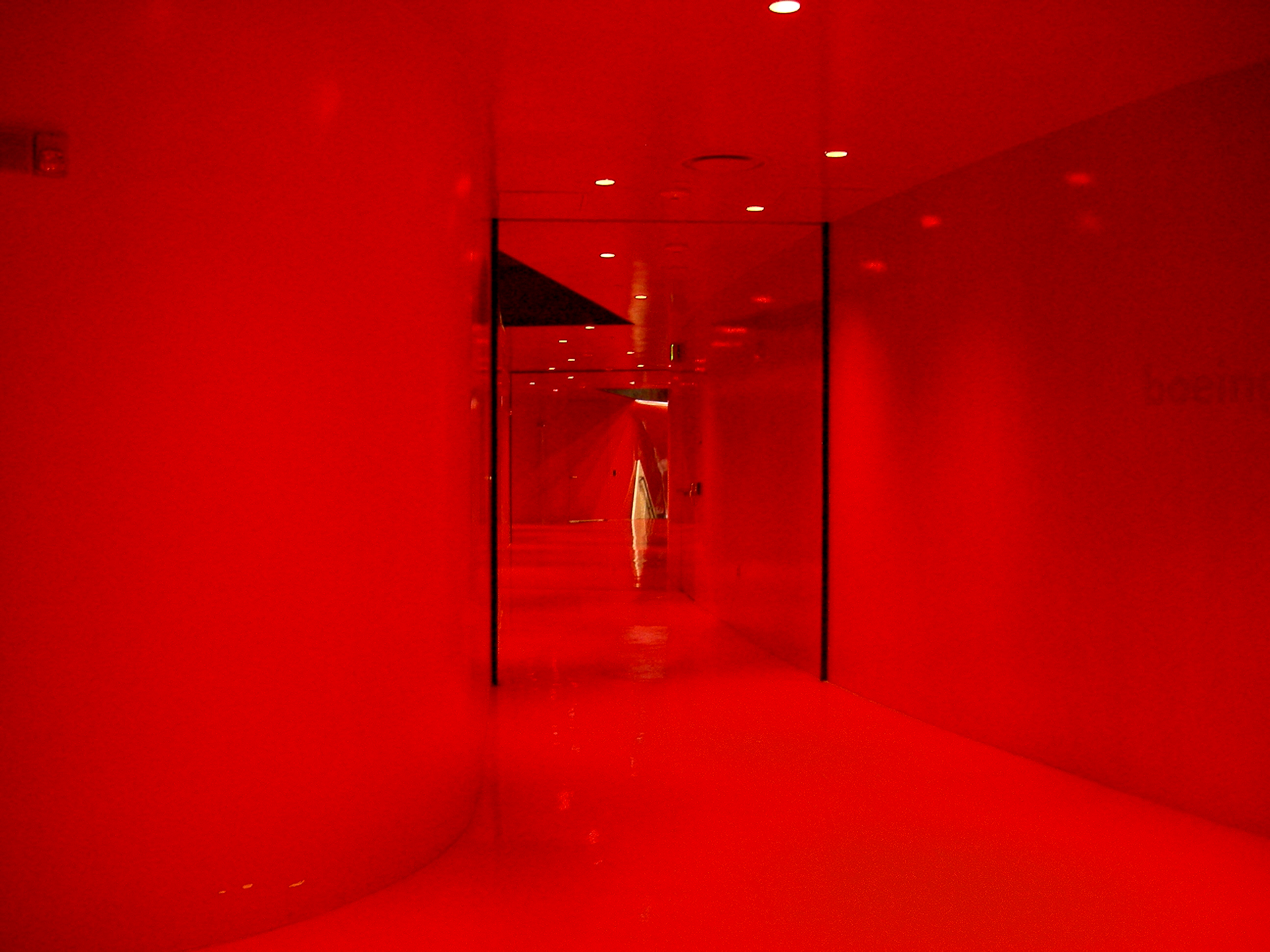
Couloir au quatrième étage.

Si l'opinion du grand public a été dans un premier temps mitigée, les critiques d'architecture ont généralement été convaincus par le bâtiment. Paul Goldberger, écrit dans le New Yorker, que la bibliothèque est « la plus importante bibliothèque construite depuis une génération, et la plus exaltante »
La bibliothèque a reçu un « Platinum Award » de l'« American Council of Engineering Companies » pour l'originalité de sa conception structurelle, ainsi que le « 2005 national AIA Honor Award for Architecture ».
Des critiques se sont cependant récemment élevées, comme Lawrence Cheek, critique architectural au Seattle Post-Intelligencer qui, revisitant le bâtiment en 2007, le trouve finalement « confus, impersonnel, inconfortable » et « peu fonctionnel » : elle conclut en affirmant que les louanges reçues à son ouverture étaient « une erreur ». D'autres voix se sont immédiatement élevées contre l'avis de Cheek, et qualifient le projet de réussite en tout points.
Néanmoins, la bibliothèque a reçu 2 300 000 lecteurs l'année de son ouverture, soit environ 30 % d'habitants de Seattle. On évalue les retombées économiques pour son quartier à 16 millions de dollars.

## La bibliothèque aujourd'hui
La ville de Seattle connaît un haut taux d'itinérance. La ville a la troisième plus grande population d'itinérants du pays. La bibliothèque est aménagée afin de pouvoir accueillir ces personnes sans jugement. Les salles de bain sont construites afin de permettre multiples usages, comme des mesures d'hygiène de base. La bibliothèque agit comme refuge et elle offre un accès aux technologies, deux éléments importants pour une personne sans-abri.

### Friends of Public Library

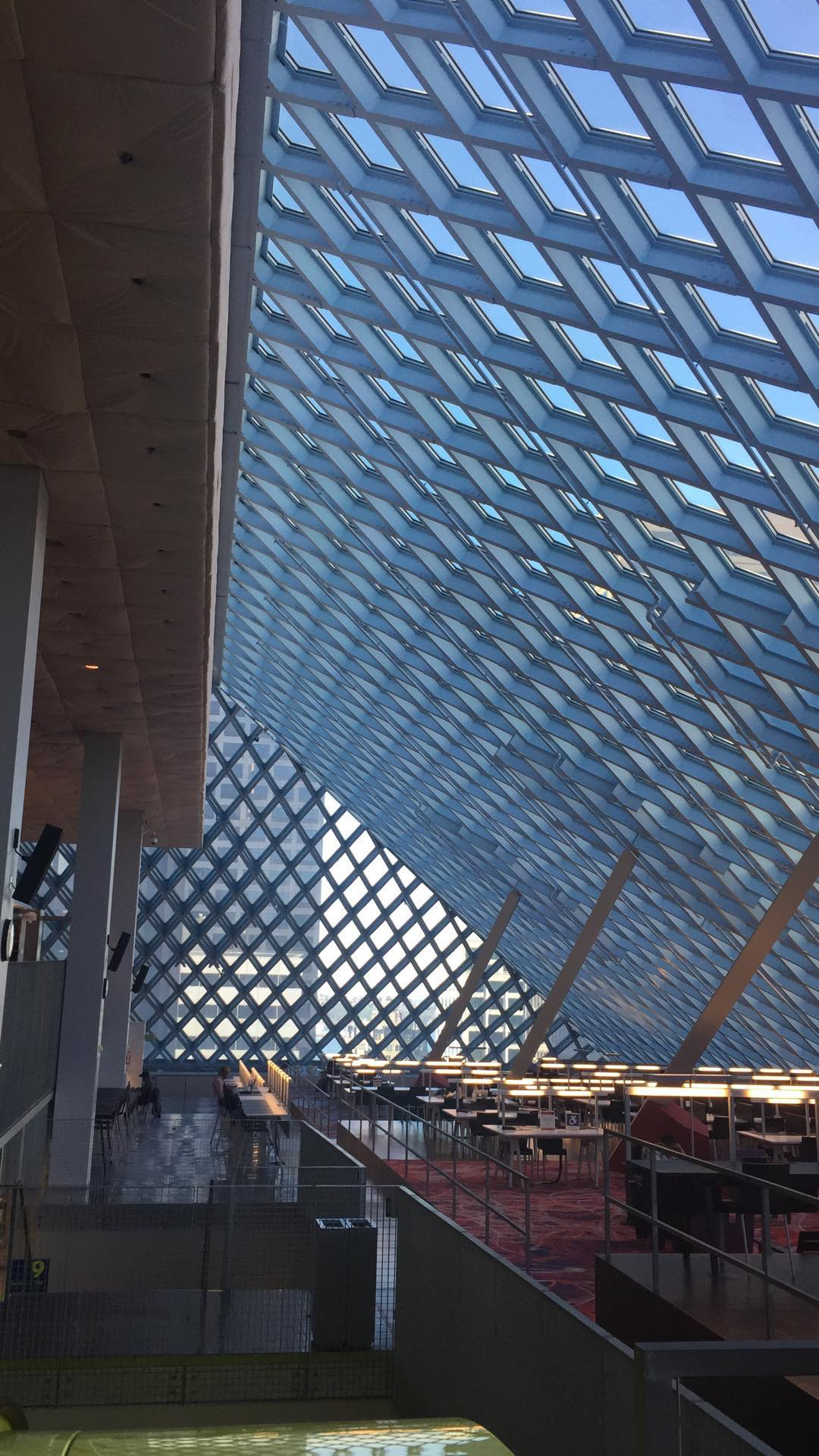
À l'intérieur de la bibliothèque.

Friends of Public Library est un organisme à but non lucratif qui fait la promotion de la bibliothèque. Elle est située dans la Bibliothèque Centrale. L'organisme offre plusieurs programmes, dont l'offre de livres aux Little Free Librairies, des petites cabanes remplis de livres répandus un peu partout à Seattle. Friends of Public Library font fonctionner aussi la FriendShop, une boutique à l'entrée de la bibliothèque qui privilégie des artistes locaux et tout ce qui a trait aux livres.

### Controverses
Un évènement a eu lieu le 1er février 2020 dans l'auditorium Microsoft de la bibliothèque qui a causé une controverse. L'évènement était organisé par la Women's Liberation Front, une organisation féministe radicale. La conférencière invitée avait des idéaux qui étaient considérés comme étant anti-trans par plusieurs dans la communauté LGBTQIA+ et la communauté demandait que l'évènement soit annulé. D'autres usagers réclamaient que l'évènement ait lieu puisque la protection de la liberté d'expression est un des mandats de la bibliothèque.
Cette controverse a eu un impact sur la perception des usagers. La Library Journal discerne à la bibliothèque leur prix Gale/LJ Library of the Year en 2020 et a dû sortir un communiqué en justifiant leur décision, ayant reçu plusieurs commentaires négatifs à la suite de l'annonce. La discussion sur les enjeux de liberté intellectuelle ainsi que de l'équité et inclusion continuent à la suite de cette controverse.